# 김명철 (작가)
김명철(1944년~)은 재일 한국인 작가이자 편집자이며, 조선민주주의인민공화국의 비공식 대변인이다.
그의 글은 많은 출판물에 게재되었으며, 그가 쓴 여러 책 중에는 『김정일-통일을 위한 군사전략』은 대한민국에서 금지되었다.

## 같이 보기
- 알레한드로 페레스